# Подстрочная йота
Подстрочная йота (йота снизу, ◌ͅ, др.-греч. ὑπογεγραμμένη) — диакритический знак в греческом алфавите, выглядящий как маленькая вертикальная линия или маленькая йота (ι), расположенная под буквой. Может сочетаться с буквами эта (η), омега (ω) и альфа (α). Он обозначает бывшее присутствие полугласного звука [i] после гласной, образовывавшего так называемый «длинный дифтонг». Фонологическое отличие таких дифтонгов (то есть ηι, ωι, ᾱι) от соответствующих нормальных или «коротких» дифтонгов (то есть ει, οι, ᾰι) было особенностью древнегреческого языка в доклассический и классический периоды.
Смещение постепенно терялось в произношении, это началось уже в классический период и продолжалось в эллинистическом, в результате этого примерно с I века до н. э. длинные дифтонги больше не отличались в произношении от простых длинных гласных (длинных монофтонгов) η, ω, ᾱ соответственно.
Во времена римского и византийского периодов йота, сейчас непроизносимая, иногда всё ещё писалась, но часто просто опускалась. Подстрочная йота была изобретена византийскими филологами в XII веке н. э. в качестве редакторского символа, обозначающего места, где такие орфографические изменения произошли.